# Bouneschlupp

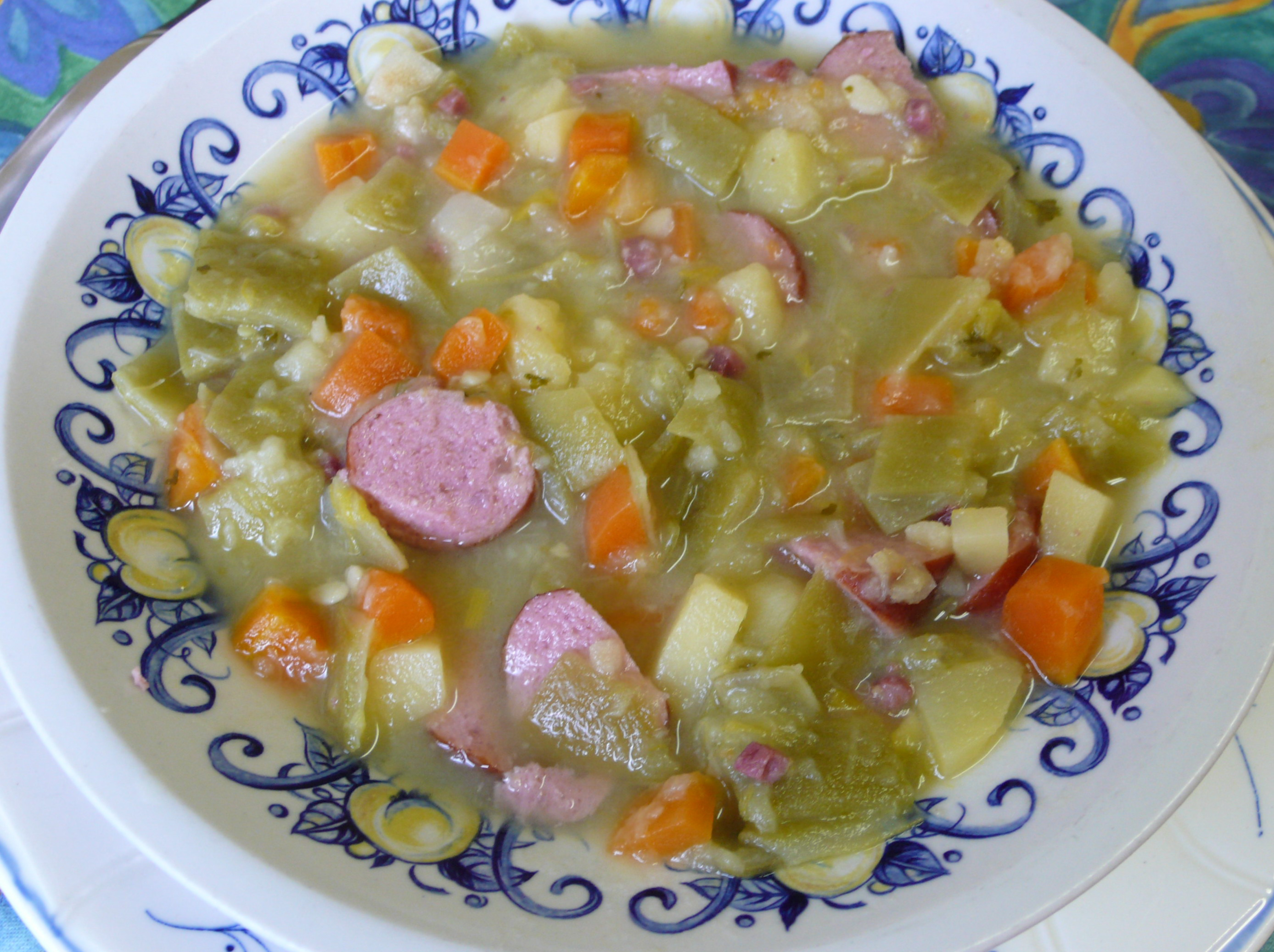
Bouneschlupp.

La bouneschlupp (qui signifie « soupe aux haricots » en luxembourgeois) est un plat traditionnel de la cuisine luxembourgeoise.
Il s'agit d'une soupe aux haricot verts avec des pommes de terre, du lard et des oignons. Cependant, les recettes varient selon les régions, où l'on ajoutera tel ou tel légume ou viande supplémentaire, notamment la mettwurst, une saucisse luxembourgeoise.
Généralement considérée comme un plat national luxembourgeois, la bouneschlupp existe néanmoins dans la Sarre (Allemagne), en Gaume, dans le pays d'Arlon (Belgique) et en Lorraine (France).